# Pastís de xocolata
El pastís de xocolata és una darreria coneguda internacionalment, que es va popularitzar a la fi del segle xix  i se serveix sovint en reunions, com noces i festes d'aniversaris. Els ingredients poden variar segons la recepta, però en general inclouen una combinació d'ous, sucre, pols de cacau, xocolata, mantega o oli, aigua o llet, sal i bicarbonat de sodi. Altres variacions poden incloure xocolata fosa, crema agra, sèrum de mantega, sucs de fruites o xarops.
Els forners usen extracte de vainilla, licors o líquids condimentats com el cafè, per a afegir diferents gustos a la xocolata. S'usen a més una varietat de decorats, gebrats (recoberts  amb una capa de sucre que, un cop cristal·litzat) o glaçats, així com espècies.

## Història

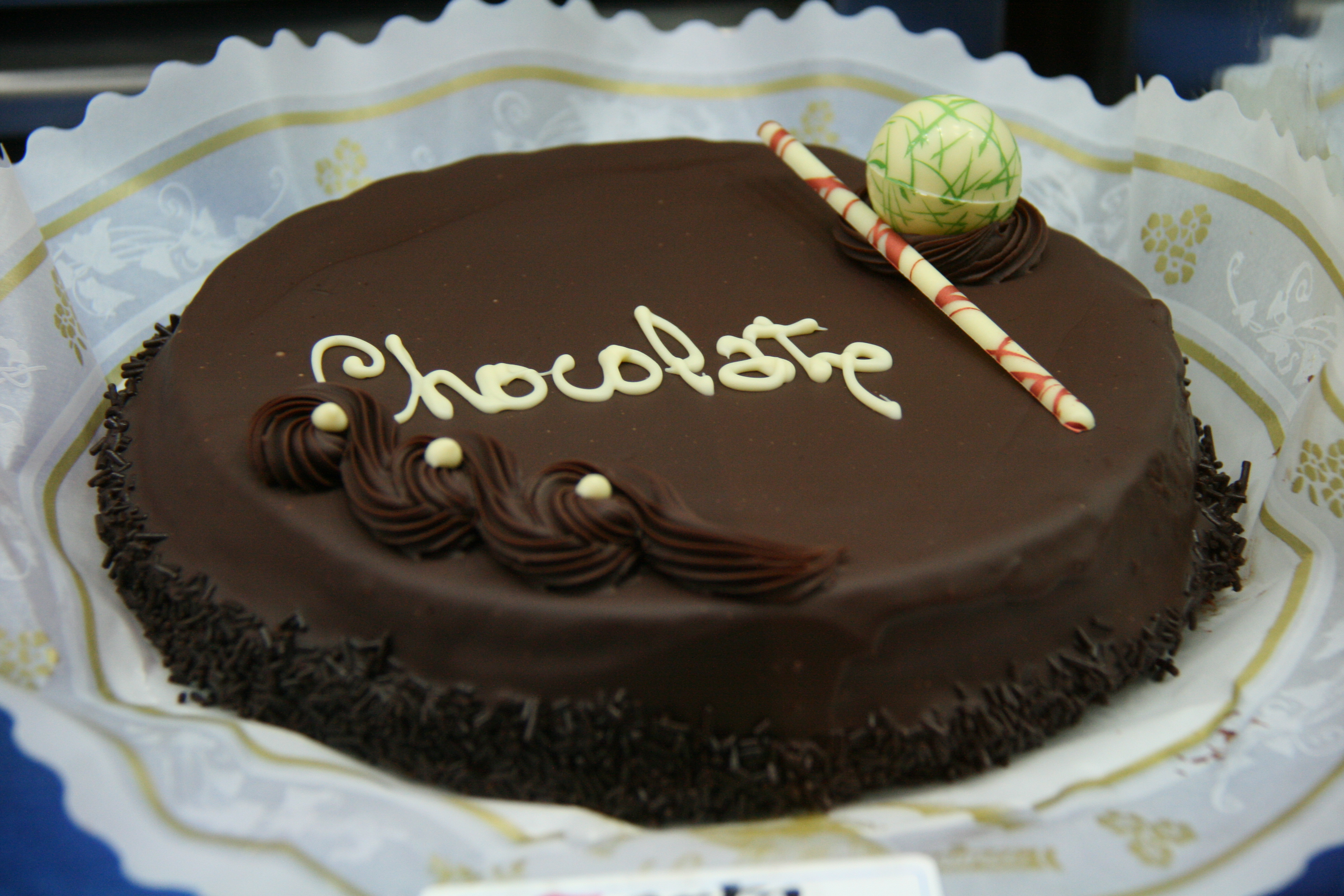
La solidificació de la xocolata a la fi del va permetre noves formes de xocolata.

El químic holandès Casparus Van Houten va desenvolupar el 1828, un mètode mecànic per a extreure el greix de la licor de cacau, resultant en mantega de cacau i en el cacau parcialment desgreixat, una pasta sòlida i comprimida de l'aliment, que podia ser comercialitzada com a «cacau en pedra» o convertida en pols.
Aquests procediments van transformar la xocolata, que no era pas més un luxe exclusiu, sinó una menja de consum quotidià i popular. El 1879 es va crear a Suïssa, un procés per a fer més sedosa i homogènia la xocolata, denominat conxatge, inventat per Rodolphe Lindt, el qual féu que fos més fàcil enfornar amb xocolata i aconseguir que «s'amalgami suau i completament amb la pasta del pastís». Del 1890 al 1900 les receptes amb xocolata eren sobretot per a begudes.
Abans d'aquests avanços en la indústria alimentosa, un «pastís de xocolata», era un pastís blanc o groc amb cobertura de xocolata; les primeres receptes realitzades amb farina barrejada amb xocolata, van sorgir a la fi del segle  i principis del segle xix . El 1900 apareix la primera recepta que denomina al pastís realitzat amb xocolata fosca, com Devil's food. Hi ha moltes teories sobre perquè es va donar aquest nom, cap no és definitiva, però la més acceptada suggereix amb humor, que «el pastís és tan deliciós que devia considerar-se com un pecat».
La Duff Company de Pittsburgh, fabricadora de melassa, va introduir la seva mescla per a pastís de xocolata Devil's food a mitjan anys 1930, però el llançament va ser posat en espera durant la Segona Guerra Mundial. Duncan Hines va introduir la Three Star Special (dita així perquè un pastís blanc, groc o de xocolata, es podien fer amb la mateixa mescla) tres anys després del llançament de les mescles per a pastís de la General Mills i la Duncan Hines va guanyar 48% del mercat.
En el declivi estatunidenc de la xocolata en els anys 1980, els pastissos es van fer famosos; els pastissets individuals amb centres de xocolata líquida i infusions de xocolata amb sabors exòtics com ara te, curri, pebrot vermell,  fruita de la passió i xampany, van ser moda en els anys 1990, els «Chocolate lounges» i els fabricants artesanals de xocolata van sorgir en els anys 2000. Els pastissos de xocolata amb farines enriquides, amb menys farina o sense farina, són ara la norma en la moderna patisserie, segons The New Taste of Chocolate.

## Algunes menes de pastissos de xocolata
- Bescuit de xocolata
- Pastís de capes
- Pastís de la Selva Negra

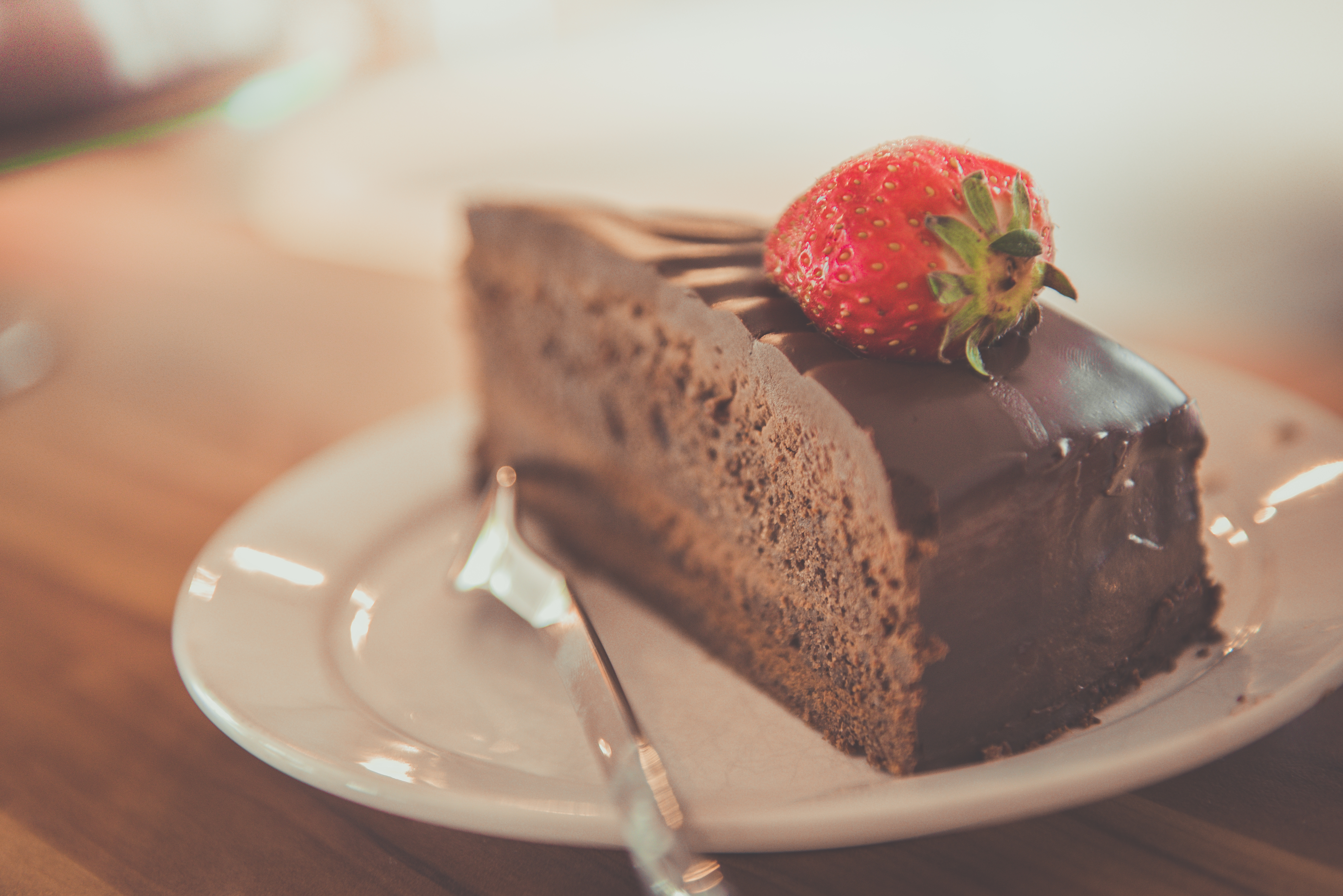
Una porció de pastís de xocolata.

- Coulant o Volcà de xocolata o Pastís de xocolata fosa
- Devil's food cake o Pastís del Diable
- Ding Dong
- Pastís de xocolata sense farina o amb menys farina[5]
- Pastís de fudge
- Pastís Garash
- Pastís alemany
- Pastís Òpera
- Red velvet cake o Pastís de vellut vermell
- Sachertorte